# Технология машиностроения
Технология машиностроения (в просторечии — Техмаш) — наука о производстве машин, которая изучает технологические процессы, применяемые на машиностроительных предприятиях при изготовлении машин требуемого качества, в установленном программой количестве и при наименьшей себестоимости.  
Технология машиностроения рассматривает методы разработки и построения рациональных технологических процессов, выбор способа получения заготовки, технологического оборудования, инструмента и приспособлений, назначение режимов резания и установление технически обоснованных норм времени. 
В инженерной науке технология машиностроения — отрасль, которая занимается теоретическими исследованиями, проектированием и усовершенствованием технологических процессов изготовления деталей машин, технологического оборудования, оснащением машиностроительных цехов и сборкой изделий. Сюда относятся технические расчёты, выбор материалов и способов их обработки, контроль качества, способы изготовления деталей и соединения деталей и узлов, проектирование машиностроительных цехов в частности и предприятий в целом, а также организация производства на них.
Современное представление о технологии машиностроения сформировалось на основе исследований и разработок ряда поколений инженеров разных стран. К середине XX в. технология машиностроения прошла становление как самостоятельная отрасль технической науки.

## В образовании и промышленности
В технических университетах курс «Технология машиностроения» завершает комплекс инженерно-технологических дисциплин и базируется на ранее изученных предметах, среди которых «Инженерная графика», «Материаловедение», «Детали машин», «Технологическое оборудование», «Нормирование точности», «Формообразование», «Основы резания и инструмент», «Приспособления для обработки материалов».
По специальности «Технология машиностроения» в России можно получить как среднее, так и высшее профессиональное образование. В общероссийском классификаторе специальностей обозначена кодом 15.10.01. По окончании колледжей или профтехучилищ можно стать техником или старшим техником, а также параллельно получить и рабочую профессию токаря. После профессиональной переподготовки выпускник колледжа может работать оператором станков с программным управлением или фрезеровщиком. По окончании вуза специалист, прошедший такую подготовку, может стать инженером.

## Интересные факты
- В 1996 г. в России основано научно-техническое издательство «Технология машиностроения». Оно выпускает ряд книг и периодических изданий, в частности научно-технический журнал «Технология машиностроения»[4]. Издание входит в перечень утвержденных ВАК РФ изданий для публикации трудов соискателей ученых степеней, а также входит в систему цитирования РФ РИНЦ.
- В 2021 г. Кингисеппский машиностроительный завод учредил издание[5] о промышленности под названием «Технология машиностроения MASHNEWS».